# Рунов, Борис Александрович
Бори́с Алекса́ндрович Руно́в (24 мая 1925, Богородск — 22 сентября 2017, Москва) — советский и российский учёный в области сельского хозяйства, кандидат технических наук, доктор сельскохозяйственных наук, профессор, академик ВАСХНИЛ (1988; с 1992 года — академик РАСХН) и Российской академии наук (2013), заместитель министра сельского хозяйства СССР (1970—1985). Герой Советского Союза (1945), заслуженный деятель науки и техники Российской Федерации (1995).

## Биография

### Детство и юность
Родился 24 мая 1925 года в городе Богородск (ныне — Ногинск) Московской губернии в семье рабочего. Отец — Александр Григорьевич, работал в горфинотделе, накануне войны был избран председателем колхоза; с началом войны добровольцем ушёл на фронт, отказавшись от брони. В семье Руновых было ещё четверо детей, Борис был самым старшим. О своём детстве Рунов вспоминал:

Я с детства был приучен к работе. Моя мать не могла меня видеть без дела — сразу находила мне работу по дому. А её хватало — это и огород, уход за животными и курами, заготовка дров, поход за грибами, заготовка на зиму различных солений. В ранние годы научился у деда сапожному ремеслу.
C началом Великой Отечественной войны Рунов, ещё будучи школьником, начал работать на военном заводе, затем устроился в «Мосэнерго» монтёром на воздушных линиях.

### Великая Отечественная война
В 1943 году был призван в Рабоче-крестьянскую Красную армию Ногинским райвоенкоматом. В 1944 году окончил Московское военно-инженерное училище.
На фронтах Великой Отечественной войны Рунов с июня 1944 года, «боевое крещение» принял в боях на Сандомирском плацдарме: прокладывал пути для наступающей пехоты и танков. После месячного пребывания в действующей армии получил тяжёлое ранение. Осколком разорвавшегося поблизости снаряда разбило бедренную кость правой ноги. После лечения в Киевском госпитале был назначен командиром сапёрного взвода, а затем командиром роты 3-й гвардейской моторизованной инженерной бригады (1-й Украинский фронт).
В декабре 1944 года младший лейтенант Рунов был награждён орденом Красной Звезды. В наградном листе от 28 декабря 1944 года отмечено, что Рунов отлично справился с поставленной командованием задачей, умело организовав личный состав взвода в ходе прокладки маршрута для пропуска танков до исходной позиции.
В марте 1945 года Рунов вторично был награждён орденом Красной Звезды: 16 марта младший лейтенант Рунов со своим взводом под огнём противника в течение часа исправил дорогу в районе Шенхейде, ликвидировав таким образом крупную пробку, 23 марта в районе Фугсбер в числе первых со своим взводом вступил в бой с группой немецких автоматчиков, в результате которого было убито 10 солдат и офицеров противника.
14 апреля 1945 года с группой бойцов переплыл реку Нейсе и произвёл разведку места для переправы войск. После этого был быстро построен мост для танков. Когда на реке начался ледоход, сапёрам пришлось взрывами разрушать напиравшие на него льдины. В конце апреля строил мост через Эльбу, на котором произошла встреча с американскими войсками.

#### Подвиг
<…> При уничтожении группы противника на ближайших подступах к г. Берлин 1.5.1945 гв. л-нту Рунову со своей ротой была поставлена задача прочесать лес ю-з Рибен. При прочёсывании леса рота натолкнулась на группировку противника численностью до 1000 человек. Гв. л-нт Рунов, проявляя исключительное геройство, сам со взводом бойцов, обойдя с фланга, атаковал противника. В результате 2-х часовой схватки, находясь под непрерывным огнём, ведя неравный бой с противником и действуя смело и решительно, поднял бойцов и с возгласом «За Родину, за Сталина, вперёд за мной», атаковав, ошеломил врага и заставил его бежать. В бою лично сам уничтожил до 50 солдат и офицеров противника.
1 мая 1945 года роту под его командованием подняли по тревоге, придали два танка и бросили навстречу вырвавшейся из окружения группе солдат противника, направлявшимся прямиком к штабу 4-й танковой армии. Рунов оставил оба танка у крайних домов посёлка, развернул взвод в цепь и повёл навстречу противнику. Бойцы взвода растянулись в лесу, лейтенант вышел на опушку и лицом к лицу встретился с немцами. Их оказалось гораздо больше, чем ожидали. До советских танков было 300 метров, но их не было видно из-за деревьев и с ними не было связи. Борис Александрович приказал бойцам не стрелять, вернуться к танкам и привести их на опушку. Сам же остался один лицом к лицу с врагом.
Немцы окружили Рунова, майор наставил на него парабеллум. Рунов выхватил из кармана ручную гранату и крикнул немцам по-немецки: «Берлин пал. Сдавайтесь! Я сохраню вам жизнь. Там мои танки. Сопротивление бесполезно, вы будете уничтожены…».
К немецкому офицеру подошёл другой офицер и сказал: «Убери парабеллум, майор. Солдаты не хотят умирать. А ты, лейтенант, убери гранату…». Солдаты противника сдались.
Через некоторое время около сотни немецких солдат пошли вперед, к выходу в поле, на советские танки. Рунов понял, что стоит им только выйти из леса, как танки откроют огонь. Тогда офицер принял решение остановить их на выходе из леса:

И в этот момент наши танки открыли огонь. Недалеко разорвался снаряд, а я бросился в кювет и по нему быстро пополз к своим. Когда до наших танков оставалось немногим больше сотни метров, я вытащил платок и стал им махать, чтобы в меня не стреляли. Меня заметили и, собрав все силы, я бросился вперед. Радость встречи трудно описать. Мои солдаты уже и не думали, что я останусь живым. Вскочив на танк, мы двинулись туда, где была основная масса немцев. Немцы, а их было около 700, сдались.
За успешную операцию и взятие в плен большой группы противника Рунов был представлен к званию Героя Советского Союза. На тот момент ему было неполных 20 лет.
Указом Президиума Верховного Совета СССР от 27 июня 1945 года лейтенанту Рунову Борису Александровичу было присвоено звание Героя Советского Союза.

### После войны. Научная деятельность
В 1945 году Рунов ушёл в запас в звании старшего лейтенанта, по ранениям получив инвалидность 3-й группы. В 1946 году вступил в КПСС. В 1950 году окончил Московский институт механизации и электрификации сельского хозяйства и аспирантуру. Работал в этом же институте ассистентом, с 1953 года — доцент.
После стажировки в 1960—1961 годах в Университете штата Айова в Эймсе (США) был проректором (1961—1962) Московской сельскохозяйственной академии имени К. А. Тимирязева.
Работал заведующим сектором науки и образования в Сельскохозяйственном отделе ЦК КПСС (1962—1965, 1968—1970) и советником Посольства СССР в Канаде (1965—1968).
С 1970 года по 1985 год — заместитель Министра сельского хозяйства СССР.
В 1953 году стал кандидатом технических наук, а в 1973 году защитил докторскую диссертацию и стал доктором сельскохозяйственных наук.
С 1986 года по 1989 год — начальник отдела внедрения науки и передового опыта Госагропрома СССР. С 1989 года — председатель Совета по пропаганде и организации освоения достижений науки и техники ВАСХНИЛ.
В 1988 году избран академиком ВАСХНИЛ (член-корреспондент с 1978)
С 1992 года — начальник отдела пропаганды и издательской работы РАСХН. С 1994 года по 1995 год — академик-секретарь отделения землеустройства и строительства РАСХН. С 1995 года — главный научный сотрудник Центральной научной сельскохозяйственной библиотеки РАСХН. Автор более 300 научных трудов и пяти монографий по проблемам агропромышленного комплекса.
С 1995 года — профессор Московского государственного агроинженерного университета имени В. П. Горячкина и Московской сельскохозяйственной академии имени К. А. Тимирязева.
Проживал и работал в Москве. Являлся членом правления Московского Клуба Героев. Участвовал в эстафете олимпийского огня «Сочи 2014» в Москве.
Скончался 23 сентября 2017 года в Москве.

## Награды и звания

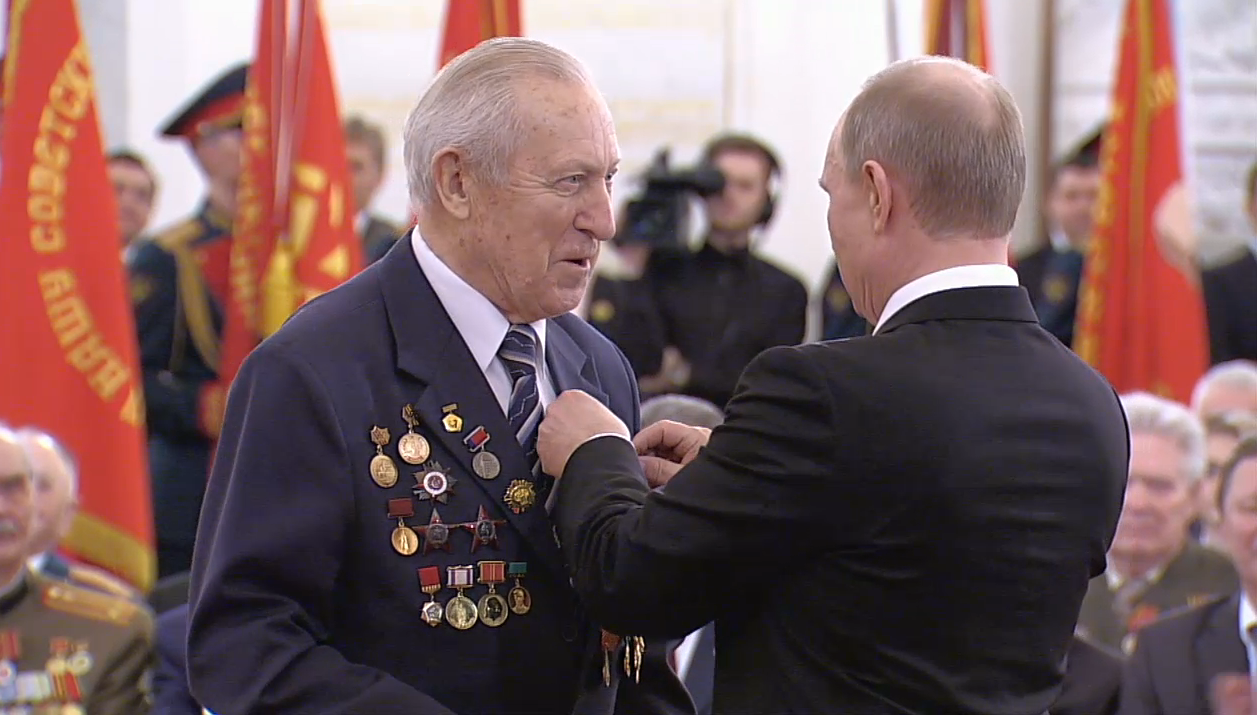
Б. А. Рунов и Президент Российской Федерации Владимир Путин на церемонии вручения юбилейных медалей ветеранам Великой Отечественной войны в Кремле, 20 февраля 2015 года

- Герой Советского Союза (указ Президиума Верховного Совета СССР от 27 июня 1945 года, орден Ленина № 41668 и медаль «Золотая Звезда» № 7866);
- орден За заслуги перед Отечеством IV степени (26 мая 2005 года) — за большой личный вклад в развитие сельскохозяйственной науки, многолетнюю добросовестную работу и активное участие в ветеранском движении[10];
- орден Отечественной войны I степени (11 марта 1985 года);
- орден Трудового Красного Знамени;
- два ордена Красной Звезды (31 декабря 1944 года, 31 марта 1945 года[11]);
- медали СССР и РФ, в том числе:
  - медаль «За отвагу»[2];
  - медаль «В ознаменование 100-летия со дня рождения Владимира Ильича Ленина» (1970)[12];
  - медаль «За победу над Германией в Великой Отечественной войне 1941—1945 гг.»[12];
  - медаль «За взятие Берлина»[8];
  - медаль «За освобождение Праги»[8];
  - медаль «Ветеран труда»[12];
  - медаль Жукова[12];
- юбилейные медали СССР и РФ:
  - юбилейная медаль «Двадцать лет Победы в Великой Отечественной войне 1941—1945 гг.» (1965)[12];
  - юбилейная медаль «Тридцать лет Победы в Великой Отечественной войне 1941—1945 гг.» (1975)[12];
  - юбилейная медаль «Сорок лет Победы в Великой Отечественной войне 1941—1945 гг.» (1985)[12];
  - юбилейная медаль «50 лет Победы в Великой Отечественной войне 1941—1945 гг.» (1995)[12];
  - юбилейная медаль «60 лет Победы в Великой Отечественной войне 1941—1945 гг.» (2005);
  - юбилейная медаль «65 лет Победы в Великой Отечественной войне 1941—1945 гг.» (2010);
  - юбилейная медаль «70 лет Победы в Великой Отечественной войне 1941—1945 гг.» (2015)[13];
- Заслуженный деятель науки и техники Российской Федерации (21 июня 1995 года)[14];
- Почётная грамота Президента Российской Федерации (22 июля 2010 года) — за достигнутые трудовые успехи и многолетнюю добросовестную работу[15];
- другие награды.

### Научные труды
Некоторые сочинения:
- Рунов Б. А. Основы технологий точного земледелия : зарубежный и отечественный опыт / Б. Рунов, Н. Пильникова. — М.: Росинформагротех, 2010. — 120 с. — ISBN 978-5-7367-0811-6.
- Рунов Б. А. Технологии точного земледелия и сохранение окружающей среды [текст] : научное издание // Сельскохозяйственные машины и технологии. — 2009. — № 4. — С. 14—16.

- Рунов Б. А. Аграрная политика стран мира : учебное пособие / Рунов Б. А., Корольков А. Ф., Приемко В. В. — М.: ФГОУ ВПО РГАУ — МСХА, 2008. — 169 с.

### Мемуары
- Рунов Б. А. Вспоминая прошлое, думаю о будущем (записки нетипичного чиновника) / Б. А. Рунов. — 3-е изд., испр. и доп. — М.: Росинформагротех, 2003. — 519 с. — ISBN 5703513227.